# Joannice Ier de Constantinople
Joannice Ier de Constantinople (en grec : Ιωαννίκιος Α΄) fut patriarche illégitime de Constantinople en  1524/1526.

## Biographie
Joannice, métropolite de Sozophe en Thrace, est transféré à Constantinople par le synode qui dépose Jérémie Ier au printemps 1524.
Jérémie, ayant appris la nouvelle alors qu'il était à Jérusalem après avoir quitté Chypre, assemble les patriarches présents avec lesquels il lance un anathème contre son rival et l'excommunie.
Cette mesure et l'intervention d'un pacha ottoman de ses amis auprès du sultan Soliman II font leur effet et Joannice est déclaré illégitime. Jérémie est rétabli en septembre 1525 ou 1526. Joannice retourne en Thrace et se retire au monastère Saint-Jean-Baptiste près de Sozophe où il meurt de chagrin peu après.